# Kyōzō

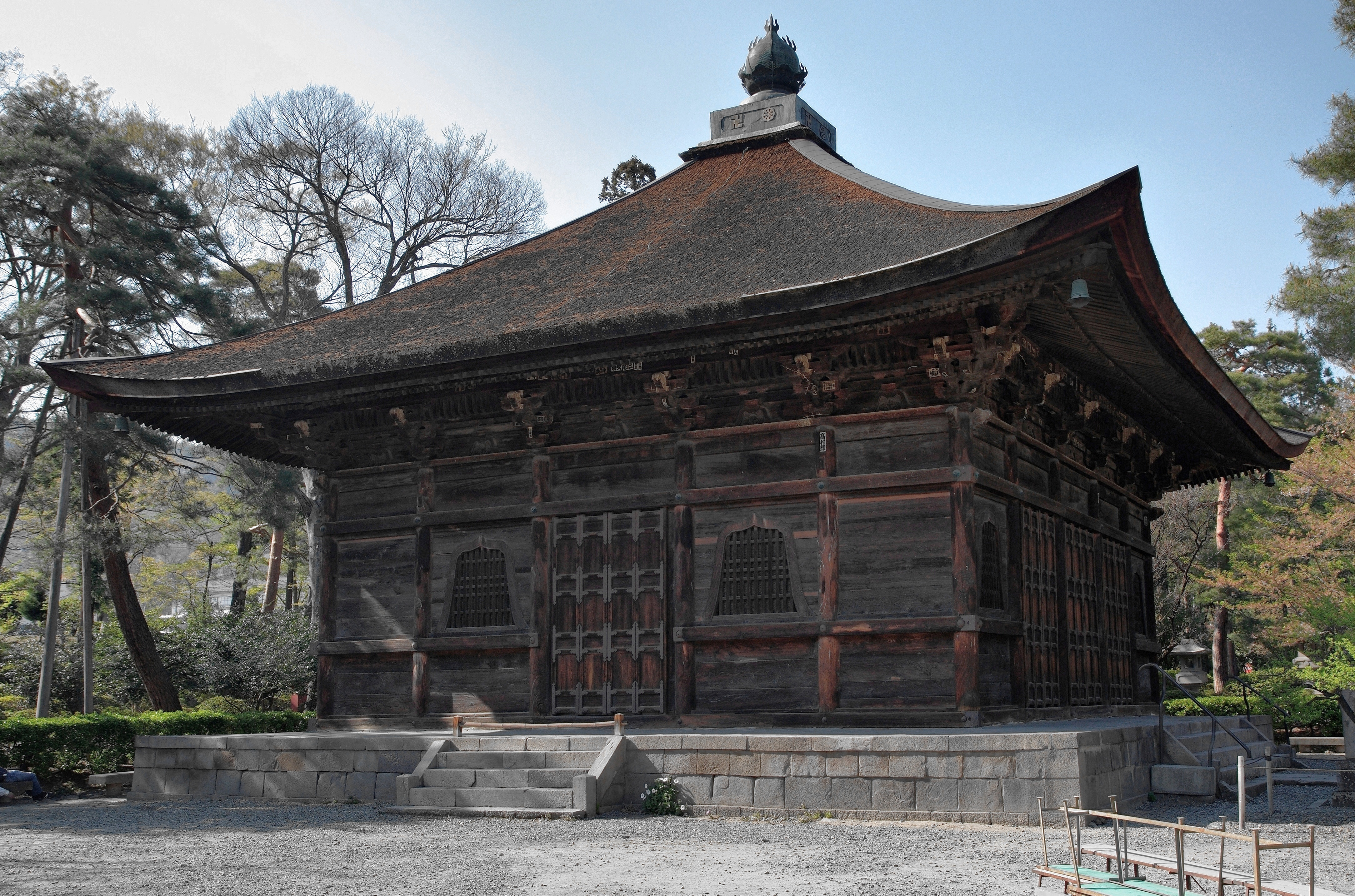
El kyōzō del templo de Zenko-ji.

Un kyōzō  (経蔵 kyōzō?)  (経堂 'kyō-dō'?), o  (蔵殿 'zōden'?). en la arquitectura budista japonesa es un repositorio donde se almacenan sūtras y crónicas de la historia de un templo. En tiempos antiguos, el kyōzō se erigía al lado opuesto del shōrō (campanario) en un eje este-oeste en relación con el templo.El kyōzō más antiguo aún en pie está en Hōryū-ji, y es una estructura de dos pisos. Un ejemplo de kyōzō de un piso está en Tōshōdai-ji en Nara. El tamaño usual de un kyōzō es de 3 x 3 ken. 
Todos los kyōzō están equipados con estanterías para almacenar los recipientes que contienen los sūtras enrollados. Algunos templos tienen estantes giratorios circulares para el almacenamiento de los sūtras, que cuentan con un pilar central que gira, como eje vertical, y tubos octaédricos asociados a ella. Este tipo de almacenamiento giratorio se denomina rinzō (輪蔵?   repositorio de rueda). Estos estantes son convenientes porque permiten que los sacerdotes y monjes ubiquen y seleccionen rápidamente el sutra que necesitan. Finalmente, en algunos kyōzō, a los fieles se les permitió empujar los estantes alrededor de la columna mientras elevan plegarias, al creerse que podían recibir el conocimiento religioso sin tener que leer los sutras.
Algunos ejemplares pertenecientes al Tesoro Nacional de Japón son:  
- El kyōzō de Tōshōdai-ji
- El kyōzō de Hōryū-ji
- El kyōzō de Ankoku-ji

## Galería
|  |  |  |  |